# Hoplia mausonensis
Hoplia mausonensis är en skalbaggsart som beskrevs av Moser 1921 och som förekommer i palearktis. Hoplia mausonensis ingår i släktet Hoplia och familjen Melolonthidae. Inga underarter finns listade i Catalogue of Life.